# Wilhelm Joseph von Wasielewski
Wilhelm Joseph von Wasielewski (ur. 17 czerwca 1822 w Leźnie, zm. 13 grudnia 1896 w Sondershausen) – niemiecki skrzypek, dyrygent i pedagog.

## Życiorys
Pochodził z rodziny muzycznej, jego ojciec był skrzypkiem, matka natomiast grała na fortepianie. Do 1843 roku mieszkał w Gdańsku, otrzymując w domu podstawy wykształcenia muzycznego. W latach 1843–1846 studiował w konserwatorium w Lipsku u Felixa Mendelssohna, Moritza Hauptmanna i Ferdinanda Davida. Od 1846 do 1850 roku występował jako pierwszy skrzypek w lipskiej Gewandhausorchester. W latach 1850–1852 przebywał w Düsseldorfie, gdzie przyjaźnił się z Robertem Schumannem. W latach 1852–1855 działał jako dyrygent towarzystw chóralnych w Bonn. Od 1855 do 1869 roku mieszkał w Dreźnie, gdzie zajmował się pisarstwem muzycznym, współpracował jako krytyk z kilkoma czasopismami. W 1869 roku wrócił do Bonn, gdzie powierzono mu stanowisko miejskiego dyrektora muzycznego. W 1884 roku przeprowadził się do Sondershausen, gdzie pracował jako nauczyciel muzyki w miejscowym konserwatorium.
Zajmował się także komponowaniem, napisał m.in. nokturn Herbstblume na skrzypce i fortepian oraz pieśni. Od 1879 roku był członkiem honorowym Accademia Filarmonica w Bolonii.

## Ważniejsze prace
(na podstawie materiałów źródłowych)
- Robert Schumann (Drezno 1858)
- Die Violine und ihre Meister (Lipsk 1869)
- Die Violine im XVII. Jahrhundert und die Anfange der Instrumentalkomposition (Berlin 1874)
- Geschichte der Instrumental-Musik im XVI. Jahrhundert (Berlin 1878)
- Schumanniana (Bonn 1883)
- Ludwig van Beethoven (Berlin 1888)
- Das Violoncell und seine Geschichte (Lipsk 1889)
- Carl Reinecke (Lipsk 1892)
- Aus 70 Jahren: Lebenserinnerungen (Stuttgart 1897)